# Saïda Keller-Messahli
Pour les articles homonymes, voir Keller.
Saïda Keller-Messahli, née le 25 juillet 1957 à Aouina près de Bizerte, au nord de la Tunisie, est une journaliste indépendante et militante des droits humains suisso-tunisienne.
Fondatrice et présidente du Forum pour un islam progressiste, elle est lauréate du Prix suisse des droits de l'homme 2016.

## Biographie
Saïda Keller-Messahli naît le 25 juillet 1957 à Aouina, petit village près de Bizerte, au nord de la Tunisie. Elle est la cinquième des huit enfants d'une famille d'origine berbère travaillant dans l'agriculture pour un grand propriétaire terrien français.
Son père étant devenu aveugle, l'association suisse Terre des hommes la place dans une famille d'accueil de 1964 à 1970 à Grindelwald, dans le canton de Berne. Saïda Keller-Messahli retourne en Tunisie à l'âge de 13 ans à la suite du divorce du couple qui l'accueille. Elle poursuit ses études dans un lycée français en Tunisie, le lycée Carnot, où elle obtient son baccalauréat.
En 1976, elle devient hôtesse de l'air chez Saudi Arabian Airlines, ce qui lui a permis d'acheter une petite maison pour ses parents et de financer ses études à l'Université de Zurich à partir de 1979. Elle y étudie d'abord le droit, puis les lettres (études romanes, littérature anglaise et cinéma). Elle y rencontre son futur mari, issu d'une famille protestante et petit-fils du conseiller fédéral Max Weber, en 1982.
Elle est la fondatrice et directrice générale de la « Fondation pour la Palestine » et est allé à Hébron en qualité d'observatrice internationale par le Département fédéral des affaires étrangères.
Saïda Keller-Messahli exerce différents métiers : à Pro Helvetia, à la Weltwoche, dans le domaine de la traduction et dans l’enseignement du français.
Veuve (son mari meurt en 2006) et mère de deux enfants, elle vit à Zurich.

## Combats politiques
En 2004, Saïda Keller-Messahli fonde le Forum pour un islam progressiste (dont elle est toujours présidente), inspiré par le livre La maladie de l’islam d’Abdelwahab Meddeb. Elle prône la création d'un registre et d'un système d'autorisation des imams et une limitation du nombre de mosquées à 300 en Suisse[réf. souhaitée].
Elle est l'une des premières signataires de la Déclaration de Fribourg des musulmans laïcs d'Allemagne, d'Autriche et de Suisse. Elle est également cofondatrice de la mosquée Ibn-Rushd-Goethe à Berlin, qui représente un Islam libéral, séparant le pouvoir laïc du pouvoir religieux et s'intéressant à une interprétation contemporaine  du Coran et du Hadîth.

## Critiques et controverses
Selon Bridge, un projet de recherche sur l'islamophobie de l'université de Georgetown, Mme Keller-Messahli est l'une des voix les plus marquantes qui rend acceptable l'islamophobie en Suisse (« among the most prominent voices mainstreaming Islamophobia in Switzerland »).
Après qu'elle a attiré l’attention sur la présence d'imams aumôniers qu'elle suspecte de salafisme à la prison de Pöschwies et recommandé leur remplacement par des assistants sociaux ou des psychologues, la police cantonale les a contrôlés et a considéré qu'ils ne représentent aucun problème (« unbedenklich »). L'office d'exécution des peines zurichois lui a retiré les cours « Le djihadisme - Reconnaître, comprendre, agir ». L'attitude qu'elle transmettait serait contraire à la logique de la Direction de la justice qui promeut une attitude d'intégration et de coopération interreligieuse. En revanche, pour Isabelle Noth (de), professeur de psychologie de la religion et d'éducation religieuse à l'Université de Berne, il serait intenable de traiter avec les imams en prison ayant des relations salafistes ou les grâces d'Erdogan.
En 2018, lors de débats concernant la naturalisation de l'imam de Wil, Bekim Alimi, elle affirme que celui-ci est « un rouage du système qui aiderait à maintenir l’influence salafiste. Cette influence représenterait un danger, car chaque djihadiste et chaque terroriste islamique serait aussi un salafiste ». Selon la Basler Zeitung, quelques musulmans de la ville de Wil diraient que Bekim Alimi représenterait « un islam radical et arriéré ». Néanmoins, le conseiller d'État saint-gallois Fredy Fässler (de) affirme ne jamais avoir reçu des justificatifs concernant ses accusations concernant Bekim Alimi. Selon lui, Saïda Keller-Messahli se serait radicalisée. De leur côté, la police cantonale saint-galloise, le Secrétariat d'État aux migrations et le Service de renseignement de la Confédération affirment, après un examen complet, qu'« il n’existe aucun fait susceptible de justifier un refus de naturalisation ». Le parlement municipal de Wil octroie la nationalité à Bekim Alimi en avril 2018.
Pour le professeur Hansjörg Schmid (de), directeur du Centre suisse islam et société à l'Université de Fribourg, son livre La Suisse, plaque tournante de l’islamisme, un regard dans les coulisses des mosquées est « intéressant » mais ferait preuve d'un manque de nuances et de sources. Quant au professeur Reinhard Schulze (de), critiqué par Saïda Keller-Messahli dans son ouvrage, celle-ci utiliserait des techniques populistes, ses informations sur base de stéréotypes ne permettraient pas la vérification. Elle utiliserait des demi-vérités et des théories du complot. Des experts suisses et autrichiens ont vivement critiqué ses théories sur l'islam dans les Balkans,.
La Neue Zürcher Zeitung estime que Saïda Keller-Messahli est plus missionnaire qu'experte.
Le 12 novembre 2018, Madame Keller-Messahli affirme qu'« en Valais, il y a des mosquées albanaises extrêmement radicales ». Cependant, selon le commandant de la police cantonale, aucune mosquée valaisanne n’est radicalisée.
En 2016, après que Saïda Keller-Messahli a mis en avant la question du financement du Musée des civilisations de l'islam et exprimé des reproches aux autorités communales, Théo Huguenin-Elie, président du Conseil communal de La Chaux-de-Fonds, évoque un « rapport à l'institution, à la démocratie, aux lois (…) assez étrange », regrettant que celle-ci n'ait pas pris contact avec les autorités.
Dans la Aargauer Zeitung du 3 juin 2020, elle soupçonne la mosquée Tulipan à Netstal, dans le canton de Glaris, d'avoir reçu des fonds du Koweït pour sa construction et de faire partie d'un réseau salafiste et radical. Andreas Tunger-Zanetti, islamologue et coordinateur du centre pour la recherche sur les religions à l'Université de Lucerne considère ces accusation comme du bavardage (« Geraune ») sans justification. Il affirme que deux média alémaniques (TeleSüdostschweiz et SRF) auraient infirmé en 2016 déjà ces mêmes accusations de la part de Mme Keller-Messahli concernant la mosquée de Netstal.

## Distinctions
- 2016 : Prix suisse des droits de l'homme[2], décerné par la section suisse de la Société internationale pour les droits de l'homme.

## Publication
- (de) Islamistische Drehscheibe Schweiz : ein Blick hinter die Kulissen der Moscheen  (préf. Ali Ertan Toprak (de)), Zurich, NZZ Libro, 2017, 151 p. (ISBN 9783038102892)[22] (trad. française : La Suisse, plaque tournante de l'islamisme : un coup d'œil dans les coulisses des mosquées, Neuchâtel, Éditions Alphil, 2018, 166 p. (ISBN 9782889500116))